# Otto Julius von Tschirschky und Bögendorff

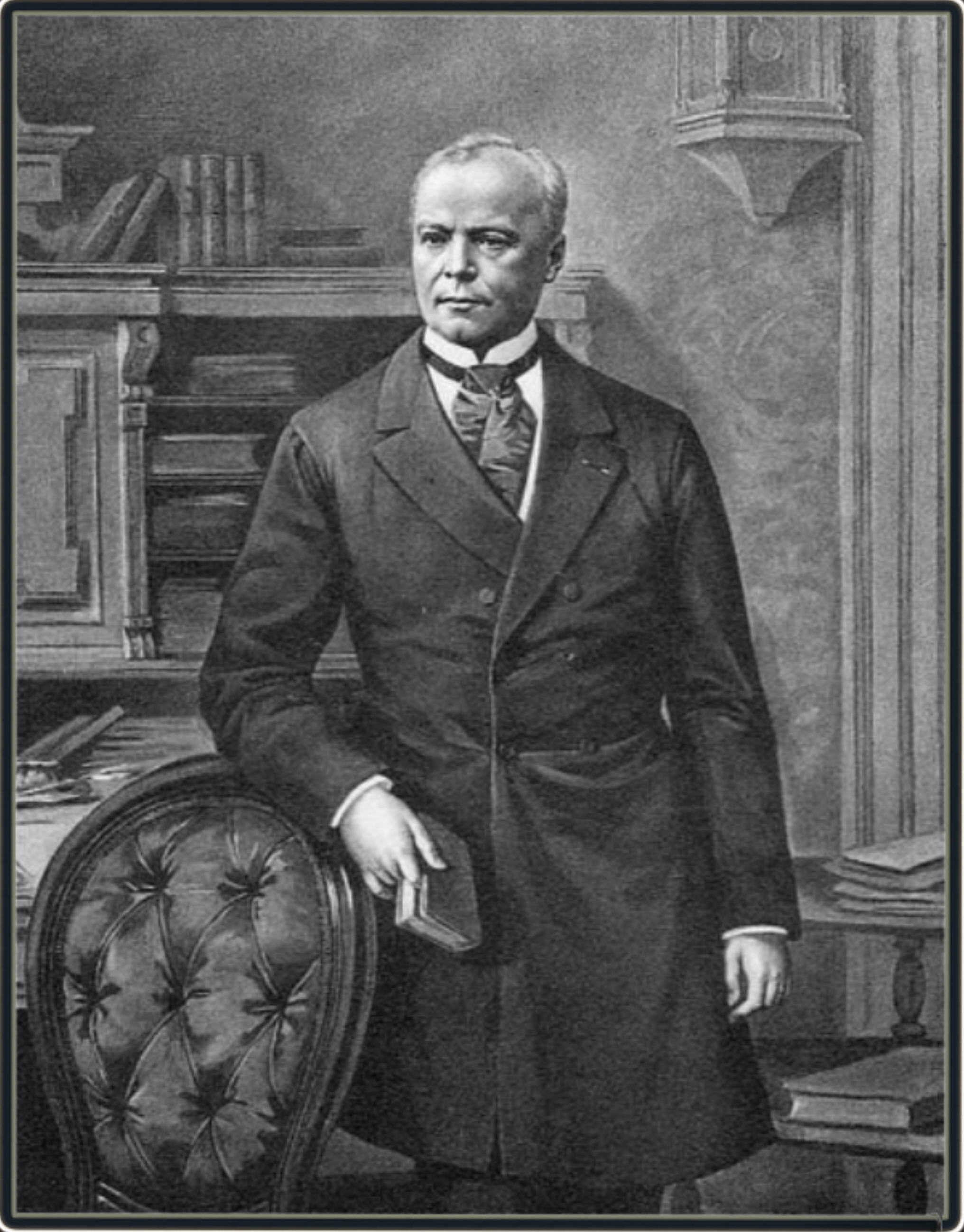
Otto Julius von Tschirschky und Boegendorff, erster Generaldirektor der Königlich Sächsischen Staatseisenbahnen

Otto Julius von Tschirschky und Bögendorff (auch von Tschirschky und Boegendorff) (* 12. März 1818 in Dresden; † 8. Oktober 1903 ebenda) war ein Königlich-Sächsischer Wirklicher Geheimer Rat und der erste Generaldirektor der Königlich Sächsischen Staatseisenbahnen.

## Leben
Otto von Tschirschky und Bögendorff entstammte dem schlesischen Adelsgeschlecht von Tschirschky (ursprünglich Schirouski aus Breslau, weitere Schreibweisen unter anderem später Schirisky, Tschirszke und Tschirsky) aus dem Stammhaus der schlesischen Linie von Tschirschky und Boegendorff. Er ist der erste Sohn von Friedrich Julius von Tschirschky (1777–1853), dem Königlich-Sächsischen Kriegsrat, der Anfang des 19. Jahrhunderts nach Sachsen kam, und dessen zweiter Ehefrau Henriette Marianne Sophie von Zezschwitz. Otto Julius hatte mehrere Geschwister. Sein zehn Jahre später geborene Bruder Adolph Leopold war Königlich-Sächsischer Generalleutnant à la suite des Schützen-Füsilier-Regiments Nr. 108.
Otto, der früh eine Laufbahn als Angestellter im königlich-sächsischen Verwaltungsapparat begann, wurde noch im Jahre 1849 als Finanzrat des Königlich-Sächsischen Finanzministeriums auf der vom 16. bis 20. Oktober in Wien einberufenen Generalversammlung des Vereins deutscher Eisenbahnverwaltungen als einer der drei sächsischen Vertreter der Königlich-Sächsischen Staatsbahn aufgeführt und war somit zu dieser Zeit noch nicht Angestellter der späteren sächsischen Staatseisenbahnen. Zu diesem Zeitpunkt hatte die sächsische Staatsbahn mit einem Streckennetz von nur 31 Meilen ein Stimmrecht mit drei Vertretern in diesem Verein.
Nachdem am 31. Januar 1851 der sächsische Staat die Sächsisch-Schlesische Eisenbahngesellschaft mit deren Strecke von Dresden nach Görlitz übernahm und schließlich am 14. September 1852 die vorherige Direktion der Sächsisch-Böhmischen Staatsbahn in die „Königlich-Sächsische Staatseisenbahndirektion zu Dresden“ umbenannt wurde und ebenfalls für die Strecke nach Görlitz mit zuständig war, war nun auch der Weg für einen höheren Beamtendienst im sächsischen Eisenbahnwesen für von Tschirschky frei. Im Jahr 1855 wurde er Vorsitzender dieser Eisenbahndirektion, die bereits 1858 wieder umbenannt wurde – in „Königliche Direktion der östlichen Staatsbahnen“. 1859 wurde er als geheimer Finanzrat und einer der beiden Vorsitzenden der Staatseisenbahndirektionen vom Kaiser von Österreich mit dem Orden der Eisernen Krone, II. Klasse ausgezeichnet.
Als es 1866 zum Deutschen Krieg mit Preußen kam und Sachsen sich auf die Seite seines langjährigen Verbündeten Österreich stellte, hatte Tschirschky maßgeblichen organisatorischen Anteil an der Verbringung sächsischer Eisenbahnen auf böhmisch-österreichisches Gebiet. So wurden unzählige Lokomotiven und Wagen auf der ehemaligen schlesischen Bahn über Löbau und Zittau Richtung Reichenberg (Liberec) und auf der sächsisch-böhmischen Bahn nach Bodenbach (Děčín-Podmokly) gebracht, damit sie nicht in preußische Hände fielen.
Nachdem es 1869 mit der 1853 begonnenen Albertsbahn zum Lückenschluss zwischen den beiden sächsischen Staatsbahndirektionen über Chemnitz gekommen war, wurde die „Königliche Generaldirektion der Sächsischen Staatseisenbahnen“ in Dresden gegründet und damit die östliche und westliche Eisenbahndirektionen miteinander verschmolzen. Die sächsische Landesregierung berief mit Wirkung vom 1. Juli 1869 Otto Julius von Tschirschky und Bögendorff zum ersten Generaldirektor. Otto hatte sein Büro im Obergeschoss des in den Jahren 1861 bis 1864 erbauten Böhmischen Bahnhofs in Dresden. Dazu wurde der Bahnhof 1864 vergrößert und aufgestockt. Zum Zeitpunkt der Gründung der Generaldirektion verfügte Tschirschky über ein Streckennetz von 812 Kilometern mit 152 Stationen. Die sächsischen Staatseisenbahnen hatten zu dieser Zeit 6,5 Millionen Fahrgästen im Jahr.
Im Jahr 1880 beging Otto von Tschirschky sein 25. Dienstjubiläum bei den sächsischen Staatsbahnen. Gleichzeitig trieb er ab diesem Jahr den Aufbau von Schmalspurbahnen in Sachsen mit voran. Von 1881 bis 1887 entstanden unter seiner Führung zehn Schmalspurstrecken mit insgesamt 157 Kilometern Streckenlänge. Er blieb noch Generaldirektor der Königlich Sächsischen Staatseisenbahnen bis zum 31. März 1887 und übergab kurz nach seinem 69. Geburtstag seine Tätigkeit an seinen Nachfolger Ewald Alexander Hoffmann, der mit Wirkung vom 1. April 1887 das Amt als Generaldirektor übernahm. Bis 1887 war unter der Leitung von Tschirschky das Streckennetz der Eisenbahnen in Sachsen auf mittlerweile 2285 Kilometer angewachsen. Damit verfügte Sachsen über das dichteste Eisenbahnnetz in Deutschland. Dresden war zu einem der wichtigsten Eisenbahnknoten im Deutschen Reich geworden.
Auch nach seinem Ausscheiden aus dem aktiven Beamtendienst bei der sächsischen Staatsbahn und vor allem nach dem Tod seiner zweiten Ehefrau blieb Otto von Tschirschky weiter aktiv in der Wirtschaft. So übernahm er 1894, im Alter von 76 Jahren nach dem Tod von Felix Freiherr von Kaskel (1833–1894) den Posten als Aufsichtsratsvorsitzender bei der Dresdner Bank. Während seiner Zeit als Vorsitzender des Aufsichtsrates wurde unter anderem die Bremer Bank übernommen, mehrere Filialen der Dresdner Bank in deutschen Städten sowie erste Auslandsniederlassungen eröffnet. Interessant ist, dass während seiner Zeit in der Bank auch eine Beteiligung der Dresdner Bank an einigen Eisenbahn- und Telegraphengesellschaften entstanden. So wurde die Dresdner Bank 1899 Anteilseignerin an der Deutschen Speisewagen-Gesellschaft. Den Posten als Aufsichtsratsvorsitzender hatte von Tschirschky bis zu seinem Tode inne. Er starb am 8. Oktober 1903 im damals recht hohen Alter von 85 Jahren in seiner Geburtsstadt Dresden und wurde auf dem Trinitatisfriedhof beigesetzt.

## Familie
Otto von Tschirschky und Bögendorff war zwei Mal verheiratet. Seine erste Ehe schloss er am 20. April 1850 in Dresden mit Isidore von Ampach (1829–1851). Deren am 6. April 1851 in Dresden geborene Tochter, Isidore Bertha Agnes (* 6. April 1851 in Dresden; † 22. März 1924 in Pirna), heiratete 1873 den späteren Königlich-Sächsischen General der Infanterie und Kriegsminister Paul Edler von der Planitz (1837–1902).
Nach dem Tod seiner ersten Frau im Wochenbett nach der Geburt der Tochter Isidore heiratete Otto zirka zwei Jahre später seine zweite Ehefrau Hedwig Auguste von Reiboldt (1824–1894) am 4. Juni 1853 in Lungwitz. Mit ihr hatte er vier Kinder:
- Marie Auguste (* 18. September 1854 in Dresden; † 23. Januar 1931 in Lichtenwalde)[5]
- Otto Ferdinand (* 23. September 1855; † 26. September 1940 in Dresden), späterer Kammerherr und Königlich-Sächsischer Oberstleutnant, verh. m. Josepha von Carlowitz-Falkenhain;
- Heinrich Leonhard (1858–1916), Kaiserlich-Deutscher Wirklicher Geheimer Rat, Diplomat und Botschafter in Wien,
- Sibylle Hedwig (* 18. Dezember 1862 in Dresden; † 16. November 1951 in Lichtenwalde b. Chemnitz), die 1897 den Kaiserlich-Deutschen Legitationsrat Friedrich Graf Vitzthum von Eckstädt heiratete.